# Tubman (cràter)
Tubman és un cràter d'impacte en el planeta Venus de 42,9 km de diàmetre. Porta el nom de Harriet Tubman (1820-1913), abolicionista estatunidenca, i el seu nom va ser aprovat per la Unió Astronòmica Internacional el 1994.